# Série do Caribe
A Série do Caribe é a principal competição anual profissional entre clubes da América(com exceção às dos Estados Unidos). Ele reúne a cada temporada os clubes campeões das ligas profissionais de inverno dos países que integram a Confederação de Beisebol Profissional do Caribe(CBPC): México, Porto Rico, República Dominicana e Venezuela como membros plenos e também Colômbia, Cuba e Panamá com equipes convidadas. Cada equipe pude ser reforçada com os melhores jogadores de sua liga, formando assim um selecionado local. Foi previsto que a partir de 2020 também se incluiriam equipes da Nicaragua como convidados. 

## O Beisebol na América Latina
O Beisebol é um dos esportes mais praticados na América, com particular adesão popular em países que acercam o Mar do Caribe. Nessa região a modalidade divide atenções com o Críquete. A distribuição da modalidade se deu primeiramente através da influência norte-americana. Foi Cuba o primeiro país do Caribe a ter a introdução do beisebol, e foi de lá a primeira liga mais forte a vencer as primeiras edições deste torneio continental. A primeira partida oficial de beisebol em Cuba foi realizada em 1874. Depois da independência cubana e a forte influência dos Estados Unidos o beisebol acabou por se tornar o esporte mais popular da ilha no inicio dos anos 1900.
Ainda no final do Século XIX o beisebol chegou às terras mexicanas sendo introduzido na península de Yucatán por cubanos. Foram os cubanos que levaram o esporte também pra República Dominicana. Já Porto Rico recebeu o esporte após a dominação americana. Com exceção do México, em todos esses países o beisebol é o esporte coletivo mais popular.
Na América do Sul
A Venezuela vai contra as tradições da América do Sul e por sua associação ao caribe, acabou adotando o beisebol como esporte número um(As outras exceções são as Guianas, que tem o críquete como modalidade mais popular). É possível que o esporte tenha chegado no sul também ainda no final do século XIX através de estudantes da elite venezuelana que moravam nos Estados Unidos. Assim, o beisebol encontrou espaço para se tornar o número um entre tantas nações do futebol. 

## História

### Primeira fase
A ideia de criar uma "série"(como são chamados os torneios interliga de Beisebol) que reunisse as melhores equipes da região teve como antecedente um torneio chamado Série Interamericana, que foi inaugurado em 18 de Outubro de 1946 em Caracas.  Esse torneio foi ideia do venezuelano Jesús Corao. A série durou cerca de um mês e contrapôs as equipes do Sultanes de Monterrey(México), All Cubans(Cuba, Brooklyn Bushwicks(Estados Unidos) e o Leones del Caracas(Venezuela)
Essa primeira Série Interamericana foi vencida pela equipe dos Estados Unidos, que também venceu as três edições seguintes, todas realizadas em Caracas. A última edição desse torneio precursor foi realizada em 1950 e desde vez venceu a equipe venezuelana do Cercecería de Caracas, atual Leones de Caracas. 
Os públicos para as partidas desse torneio foram muito bons e acabou fazendo com que empresários venezuelanos tivessem a ideia de continuar realizando um torneio do mesmo modelo. 
- Em 1948 a ideia de criação da Série do Caribe foi apresentada em Miami durante uma convenção da qual participavam  Cuba, Porto Rico, Panamá e Venezuela.
- Em 21 de Agosto de 1949, na capital cubana de Havana, foi firmado o acordo para realização da Série do Caribe com a participação de quatro campeões nacionais.
- Em 1949 e 1950 foram realizados tanto a Série Interamericana quando a Série do Caribe.
- A primeira fase do torneio durou até 1960 e foi dominada por Cuba.

### Segunda Fase
Na década de 1960, Fidel Castro proibiu equipes profissionais autônomas em Cuba. Tal decisão influenciou diretamente na Série do Caribe que ficou parada por uma década.
- Em 1970 as ligas da Venezuela, Porto Rico e República Dominicana decidiram voltar a organizar o torneio;
- Em 1971 entra a Liga Mexicana do Pacífico;
- Em 1981 uma greve de jogadores fez a Série ser suspendida;
- Em 2005 se tornou conhecida a intenção de integrar na liga os campeões da Colômbia(Liga Colombiana de Beisebol Profissional)  e da Nicaragua(Liga Nicaraguense de Beisebol Profissional. Para isso, ambos os países tiveram que organizar suas ligas. Desde 2013 os campeões das ligas destes países disputam a Série Latinoamericana ao lado dos campeões do Panamá([[Liga Profissional de Beisebol do Panamá) e do Mexico(Liga de Inverno de Veracruz).
- Em junho de 2013 o presidente da Confederação de Beisebol Profissional do Caribe, junto ao titular da Federação Cubana de Beisebol, anunciaram o regresso cubano ao torneio para a temporada de 2014;
- Em agosto de 2018 foi anunciado que na edição de 2020 já estariam inclusos o Panamá, a Colômbia e a Nicaragua como convidados. Com a crise venezuelana, a Série de 2019 foi levada para a Cidade do Panamá. Tal mudança fez com que a integração do Panamá como convidado tivesse sido mais rapida.
- Em janeiro de 2020 se previu que a Série fosse disputada por representantes das 4 ligas tradicionais(México, Porto Rico, República Dominicana e Venezuela) acompanhados de dois convidados de Cuba e Panamá. Depois, com as equipes cubanas alegando problemas para participar da competição. Com essa exclusão, foi convidado um representante colombiano, adiantando a integração da Colombia na competição.;
- Nessa segunda fase do torneio, se tornou a República Dominicana o país com maior sucesso, levando para si 20 conquistas.

## Ligas Afiliadas
- Liga de Beisebol Profissional da República Dominicana  - 1970 - Hoje
- Liga de Beisebol Profissional Roberto Clemente  - 1949–1960, 1970 – Hoje
- Liga Mexicana do Pacífico  - 1971 - Hoje
- Liga Venezuelana de Beisebol Profissional - 1949–1959, 1970 - hoje
- Liga Colombiana de Beisebol Profissional - 2020 - Hoje
- Série Nacional de Beisebol  - 1949–1960, 2014–2019
- Liga de Beisebol Profissional do Panamá  - 1949–1960, 2019 – hoje

Outras ligas que já participaram:
- Liga Ocidental de Beisebol Profissional  - 1960

## Campeões
| Ano     | Sede               | Campeão                                  | Técnico            | Campanha      |
| ------- | ------------------ | ---------------------------------------- | ------------------ | ------------- |
| 1949    | Havana             | Alacranes del Almendares                 | Fermín Guerra      | 6-0           |
| 1950    | São João           | Carta Vieja Yankees                      | Wayne Blackburn    | 5-1           |
| 1951    | Caracas            | Cangrejeros de Santurce                  | George Scales      | 5-1           |
| 1952    | Cidade do Panamá   | Leones del Habana                        | Miguel González    | 5-0           |
| 1953    | Havana             | Cangrejeros de Santurce                  | Buster Clarkson    | 5-0           |
| 1954    | São João           | Criollos de Caguas                       | Mickey Owen        | 4-2           |
| 1955    | Caracas            | Cangrejeros de Santurce                  | Herman Franks      | 5-1           |
| 1956    | Cidade do Panamá   | Elefantes de Cienfuegos                  | Óscar Rodríguez    | 5-1           |
| 1957    | Havana             | Tigres de Marianao                       | Napoleón Reyes     | 5-0           |
| 1958    | São João           | Tigres de Marianao                       | Napoleón Reyes     | 4-2           |
| 1959    | Caracas            | Alacranes del Almendares                 | Sungo Carrera      | 5-0           |
| 1960    | Cidade do Panamá   | Elefantes de Cienfuegos                  | Tony Castaño       | 6-0           |
| 1961/69 | Não realizado      | Não realizado                            | Não realizado      | Não realizado |
| 1970    | Caracas            | Navegantes del Magallanes                | Carlos Pascual     | 7-1           |
| 1971    | São João           | Tigres del Licey                         | Manuel Mota        | 6-0           |
| 1972    | Santo Domingo      | Leones de Ponce                          | Frank Verdi        | 5-1           |
| 1973    | Caracas            | Tigres del Licey                         | Tommy Lasorda      | 5-1           |
| 1974    | Hermosillo         | Criollos de Caguas                       | Bobby Wine         | 4-2           |
| 1975    | São João           | Vaqueros de Bayamón                      | José Pagán         | 5-1           |
| 1976    | Santo Domingo      | Naranjeros de Hermosillo                 | Benjamín Reyes     | 5-1           |
| 1977    | Caracas            | Tigres del Licey                         | Rob Rodgers        | 6-0           |
| 1978    | Mazatlán           | Indios de Mayagüez                       | Rene Lachemann     | 5-1           |
| 1979    | São João           | Navegantes del Magallanes                | Willie Horton      | 5-1           |
| 1980    | Santo Domingo      | Tigres del Licey                         | Del Crandall       | 4-2           |
| 1981    | Cancelada          | Cancelada                                | Cancelada          | Cancelada     |
| 1982    | Hermosillo         | Leones del Caracas                       | Alfonso Carrasquel | 5-1           |
| 1983    | Caracas            | Lobos de Arecibo                         | Ron Clark          | 5-1           |
| 1984    | São João           | Águilas del Zulia                        | Rubén Amaro        | 5-1           |
| 1985    | Mazatlán           | Tigres del Licey                         | Terry Collins      | 5-1           |
| 1986    | Maracaibo          | Águilas de Mexicali                      | Benjamín Reyes     | 4-2           |
| 1987    | Hermosillo         | Criollos de Caguas                       | Ramón Avilés       | 5-2           |
| 1988    | Santo Domingo      | Leones del Escogido                      | Phil Regan         | 4-2           |
| 1989    | Mazatlán           | Águilas del Zulia                        | Pete Mackanin      | 5-1           |
| 1990    | Miami              | Leones del Escogido                      | Felipe Alou        | 5-1           |
| 1991    | Miami              | Tigres del Licey                         | John Roseboro      | 5-0           |
| 1992    | Hermosillo         | Indios de Mayagüez                       | Pat Kelly          | 5-1           |
| 1993    | Mazatlán           | Cangrejeros de Santurce                  | Mako Oliveras      | 5-2           |
| 1994    | Puerto La Cruz     | Tigres del Licey                         | Casey Parson       | 5-1           |
| 1995    | São João           | Senadores de San Juan                    | Luis Meléndez      | 6-0           |
| 1996    | Santo Domingo      | Tomateros de Culiacán                    | Francisco Estrada  | 5-1           |
| 1997    | Hermosillo         | Águilas Cibaeñas                         | Mike Quade         | 4-2           |
| 1998    | Puerto La Cruz     | Águilas Cibaeñas                         | Tony Peña          | 6-0           |
| 1999    | São João           | Tigres del Licey                         | Dave Jauss         | 5-2           |
| 2000    | Santo Domingo      | Cangrejeros de Santurce                  | Mako Oliveras      | 6-0           |
| 2001    | Culiacán           | Águilas Cibaeñas                         | Félix Fermín       | 4-2           |
| 2002    | Caracas            | Tomateros de Culiacán                    | Francisco Estrada  | 5-1           |
| 2003    | Carolina           | Águilas Cibaeñas                         | Felix Fermin       | 6-1           |
| 2004    | Santo Domingo      | Tigres del Licey                         | Manny Acta         | 5-1           |
| 2005    | Mazatlán           | Venados de Mazatlán                      | Juan José Pacho    | 5-1           |
| 2006    | Maracay y Valencia | Leones del Caracas 15px\|Campeón Invicto | Carlos Subero      | 6-0           |
| 2007    | Carolina           | Águilas Cibaeñas                         | Félix Fermín       | 4-2           |
| 2008    | Santiago           | Tigres del Licey                         | Héctor de la Cruz  | 5-1           |
| 2009    | Mexicali           | Tigres de Aragua                         | Buddy Bailey       | 5-1           |
| 2010    | Ilha de Margarita  | Leones del Escogido                      | Ken Oberkfell      | 5-1           |
| 2011    | Mayagüez           | Yaquis de Ciudad Obregón                 | Eddie Díaz         | 4-2           |
| 2012    | Santo Domingo      | Leones del Escogido                      | Ken Oberkfell      | 4-2           |

### Campeões por Final
| Ano  | Sede              | Campeão                   | Final           | Vice-campeão           | Técnico          | Campanha        |
| ---- | ----------------- | ------------------------- | --------------- | ---------------------- | ---------------- | --------------- |
| 2013 | Hermosillo        | Yaquis de Ciudad Obregón  | 4-3 (18)        | Leones del Escogido    | Eddie Díaz       | 4-3             |
| 2014 | Ilha de Margarita | Naranjeros de Hermosillo  | 7-1             | Indios de Mayagüez     | Matías Carrillo  | 4-2             |
| 2015 | São João          | Vegueros de Pinar del Río | 3-2             | Tomateros de Culiacán  | Alfonso Urquiola | 3-3             |
| 2016 | Santo Domingo     | Venados de Mazatlán       | 5-4             | Tigres de Aragua       | Juan José Pacho  | 6-0             |
| 2017 | Culiacán          | Criollos de Caguas        | 1-0 (10)        | Águilas de Mexicali    | Luis Matos       | 3-3             |
| 2018 | Guadalajara       | Criollos de Caguas        | 9-4             | Águilas Cibaeñas       | Luis Matos       | 4-2             |
| 2019 | Cidade do Panamá  | Toros de Herrera          | 3-1             | Leñadores de Las Tunas | Manuel Rodríguez | 4-1             |
| 2020 | São João          | Toros del Este            | 9-3             | Cardenales de Lara     | Lino Rivera      | 6-1             |
| 2021 | Mazatlán          | Águilas Cibaeñas          | 4-1             | Criollos de Caguas     | Félix Fermín     | 7-0             |
| 2022 | Santo Domingo     | A ser disputada           | A ser disputada | A ser disputada        | A ser disputada  | A ser disputada |
| 2023 | Venezuela         | A ser disputada           | A ser disputada | A ser disputada        | A ser disputada  | A ser disputada |
| 2024 | Puerto Rico       | A ser disputada           | A ser disputada | A ser disputada        | A ser disputada  | A ser disputada |
| 2025 | México            | A ser disputada           | A ser disputada | A ser disputada        | A ser disputada  | A ser disputada |

## Títulos por equipe
| Equipe                    | Campeão | Vice-campeão | Anos como Campeão                                          | Anos como vice-campeão                   |
| ------------------------- | ------- | ------------ | ---------------------------------------------------------- | ---------------------------------------- |
| Tigres del Licey          | 10      | 2            | 1971, 1973, 1977, 1980, 1985, 1991, 1994, 1999, 2004, 2008 | 2002, 2006                               |
| Águilas Cibaeñas          | 6       | 7            | 1997, 1998, 2001, 2003, 2007, 2021                         | 1972, 1979, 1987, 1993, 2000, 2008, 2018 |
| Criollos de Caguas        | 5       | 5            | 1954, 1974, 1987, 2017, 2018                               | 1950, 1956, 1958, 2011, 2021             |
| Cangrejeros de Santurce   | 5       | 0            | 1951, 1953, 1955, 1993, 2000                               |                                          |
| Leones del Escogido       | 4       | 1            | 1988, 1990, 2010, 2012                                     | 2013                                     |
| Indios de Mayagüez        | 2       | 6            | 1978, 1992                                                 | 1989, 1998, 1999, 2003, 2010, 2014       |
| Leones del Caracas        | 2       | 5            | 1982, 2006                                                 | 1949, 1973, 1978, 1980, 1990             |
| Tomateros de Culiacán     | 2       | 4            | 1996, 2002                                                 | 1985, 1997, 2004, 2015                   |
| Naranjeros de Hermosillo  | 2       | 3            | 1976, 2014                                                 | 1971, 1975, 2001                         |
| Navegantes del Magallanes | 2       | 3            | 1970, 1979                                                 | 1955, 1977, 1994                         |
| Alacranes del Almendares  | 2       | 1            | 1949, 1959                                                 | 1954                                     |
| Águilas del Zulia         | 2       | 1            | 1984, 1989                                                 | 1992                                     |
| Yaquis de Ciudad Obregón  | 2       | 1            | 2011, 2013                                                 | 1974                                     |
| Venados de Mazatlán       | 2       | 1            | 2005, 2016                                                 | 2009                                     |
| Tigres del Marianao       | 2       | 0            | 1957, 1958                                                 |                                          |
| Elefantes de Cienfuegos   | 2       | 0            | 1956, 1960                                                 |                                          |
| Tigres de Aragua          | 1       | 4            | 2009                                                       | 1976, 2005, 2012, 2016                   |
| Leones del Habana         | 1       | 2            | 1952                                                       | 1951, 1953                               |
| Leones de Ponce           | 1       | 2            | 1972                                                       | 1970, 1982                               |
| Carta Vieja Licoreros     | 1       | 1            | 1950                                                       | 1952                                     |
| Lobos de Arecibo          | 1       | 1            | 1983                                                       | 1996                                     |
| Águilas de Mexicali       | 1       | 1            | 1986                                                       | 2017                                     |
| Toros del Este            | 1       | 1            | 2020                                                       | 1995                                     |
| Vaqueros de Bayamón       | 1       | 0            | 1975                                                       |                                          |
| Senadores de San Juan     | 1       | 0            | 1995                                                       |                                          |
| Vegueros de Pinar del Río | 1       | 0            | 2015                                                       |                                          |
| Toros de Herrera          | 1       | 0            | 2019                                                       |                                          |
| Tiburones de La Guaira    | 0       | 2            |                                                            | 1983, 1986                               |
| Cardenales de Lara        | 0       | 2            |                                                            | 1991, 2020                               |
| Cerveza Balboa            | 0       | 1            |                                                            | 1957                                     |
| Indios de Oriente         | 0       | 1            |                                                            | 1959                                     |
| Marlboro                  | 0       | 1            |                                                            | 1960                                     |
| Cañeros de Los Mochis     | 0       | 1            |                                                            | 1984                                     |
| Potros de Tijuana         | 0       | 1            |                                                            | 1988                                     |
| Gigantes de Carolina      | 0       | 1            |                                                            | 2007                                     |
| Leñadores de Las Tunas    | 0       | 1            |                                                            | 2019                                     |

## Títulos por país
| País                 | Títulos | Anos |
| -------------------- | ------- | --- |
| República Dominicana | 21      | 1971, 1973, 1977, 1980, 1985, 1988, 1990, 1991, 1994, 1997, 1998, 1999, 2001, 2003, 2004, 2007, 2008, 2010, 2012, 2020, 2021 |
| Porto Rico           | 16      | 1951, 1953, 1954, 1955, 1972, 1974, 1975, 1978, 1983, 1987, 1992, 1993, 1995, 2000, 2017, 2018                               |
| México               | 9       | 1976, 1986, 1996, 2002, 2005, 2011, 2013, 2014, 2016                                                                         |
| Cuba                 | 8       | 1949, 1952, 1956, 1957, 1958, 1959, 1960, 2015                                                                               |
| Venezuela            | 7       | 1970, 1979, 1982, 1984, 1989, 2006, 2009                                                                                     |
| Panamá               | 2       | 1950, 2019 |

## Ver Também
- Série Interamericana - torneio precursor.
- Série Latinoamericana - torneio de segundo nível.